# Friedrich Martini (Mediziner)

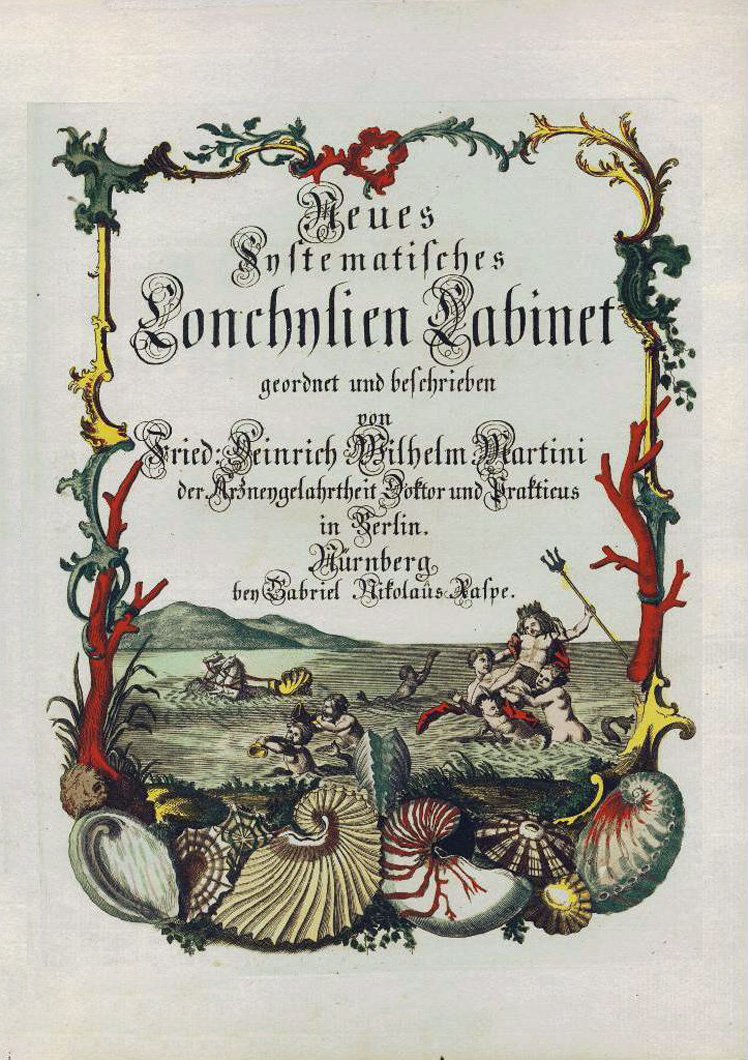
Neues systematisches Conchylien-Cabinet

Friedrich Heinrich Wilhelm Martini (* 31. August 1729 in Ohrdruf; † 27. Juni 1778 in Berlin) war ein deutscher Mediziner und Naturforscher.

## Leben
Martini begann zunächst an der Universität Jena ein Studium der Theologie, wechselte dann aber zur Medizin über. 1757 erfolgte an der Universität Frankfurt an der Oder seine Promotion. Von 1758 bis 1764 wirkte Martini als Physicus in Artern und ließ sich dann als praktizierender Arzt in Berlin nieder.
Martini begründete dort 1764 mit der Gelehrten Journalgesellschaft für Arzneikunde, Ökonomie und Naturgeschichte die erste wissenschaftlich-medizinische Gesellschaft. 1773 war er Gründer der Gesellschaft Naturforschender Freunde zu Berlin, nachdem er die vorbestehende Naturforschende Gesellschaft in Danzig kennen gelernt hatte. Er wurde später deren Ehrenmitglied.
1769 begann Martini mit der Herausgabe des Neues systematisches Conchylien-Cabinet, von dem bis zu seinem Tode drei Bände erschienen. Die weitere Herausgabe des Werkes erfolgte durch Johann Hieronymus Chemnitz. Am 15. Februar 1769 wurde er mit dem akademischen Beinamen Apollinus III. zum Mitglied (Matrikel-Nr. 714) der Leopoldina gewählt.
Ab 1774 erschien die Allgemeine Geschichte der Natur in alphabetischer Ordnung, deren Herausgeber nachfolgend Friedrich Wilhelm Otto und nach diesem Johann Georg Krünitz wurden.

## Schriften
- Neues systematisches Conchylien-Cabinet, geordnet und beschrieben von Friedrich Heinrich Martini. Band 1–3. 1769–1778. doi:10.5962/bhl.title.43760

Als Übersetzer
- Allgemeine Geschichte der Natur in alphabetischer Ordnung. Band 1–4. 1774–1778. (Autor: Buffon u. a.; Übersetzung ins Deutsche und Bearbeitung: Martini)
- Naturgeschichte der vierfüßigen Thiere. Band 1–5 Berlin(von insgesamt 23 Bänden), 1772–1801, (Autor: Buffon u. a.; Übersetzung ins Deutsche und Bearbeitung: Martini)
- Naturgeschichte der Vögel, Band 1–7, Berlin, 1772–1809, (Autor: Buffon u. a.; Übersetzung ins Deutsche und Bearbeitung: Martini)